# Lancaster University Leipzig
La Lancaster University Leipzig è una sede estera dell’omonima università britannica situata nella città tedesca di Lipsia.
Fondata nel 2020, è la prima sede estera in Germania di un’università pubblica britannica.
L’offerta formativa del campus tedesco include lauree triennali nei campi del management e dell’informatica, una laurea specialistica in logistica e gestione della supply chain, e corsi di preparazione all’ammissione all’università (foundation year) in business e computer science.
La forte crescita economica di Lipsia, la sua popolazione studentesca in continuo aumento e le sue attrazioni turistiche sono alcuni dei fattori che hanno incoraggiato l’Università di Lancaster a sceglierla come nuova sede estera dopo aver considerato numerose altre città europee.
Lancaster University Leipzig è la quarta sede estera per l’università britannica dopo le sedi in Cina, Ghana e Malesia.

## Rettori
1. ↑   UK universities need a better way of engaging with Europe, su University World News. URL consultato il 24 agosto 2023.
2. ↑  (EN) Study, su Lancaster Leipzig. URL consultato il 24 agosto 2023.
3. ↑   Nine reasons why Leipzig lives up to its hype, in The Local Germany, 31 October 2019.